# معبد آپولون پالاتینوس
معبد آپولون پالاتینوس (به انگلیسی: Temple of Apollo Palatinus) که گاهی معبد آپولون آکتیان (به انگلیسی: Temple of Actian Apollo) نیز نامیده می شود، معبدی از خدای آپولون در رم بود که به ابتکار آگوستوس (معروف به «اوکتاویانوس» تا ۲۷ پیش از میلاد) بین سال های ۳۶ تا ۲۸ پیش از میلاد در تپه پالاتین ساخته شد. این معبد اولین معبد آپولون در داخل مرزهای تشریفاتی شهر و دومین معبد از چهار معبد ساخته شده توسط آگوستوس بود. بر اساس سنت، مکان این معبد زمانی انتخاب شد که با رعد و برق زده شد، که به عنوان نشانه‌ای الهی تفسیر شد. نویسندگان آگوستایی معبد را در کنار اقامتگاه شخصی آگوستوس قرار داده‌اند.
این معبد به شدت با پیروزی‌های آگوستوس در نبردهای نولوشوس و آکتیوم ارتباط داشت، که دومی به طور گسترده‌ای از طریق تزئیناتش یادبود یافت. معبد نقش مهمی در تبلیغات و ایدئولوژی سیاسی آگوستوس ایفا کرد، به طوری که نمایانگر بازسازی «عصر طلایی» روم بود و به عنوان نشانه‌ای از «پیاتاس» آگوستوس (فداکاری به وظایف دینی و سیاسی) عمل می‌کرد. معبد برای پرستش آپولون و خواهرش دیانا، همچنین برای ذخیره کتاب‌های پیشگویانه سیبیلین استفاده می‌شد. حریم آن برای عملکردهای دیپلماتیک و همچنین جلسات سنای روم مورد استفاده قرار می‌گرفت و شامل «پرتیکو دانیادها» بود که شامل کتابخانه‌هایی از ادبیات یونانی و لاتین بود که به عنوان مهم‌ترین کتابخانه‌ها در روم شناخته می‌شدند.
شاعران آگوستایی به طور مکرر معبد را در آثار خود ذکر و ستایش کردند و اغلب به تزئینات هنری لوکس و مجسمه‌های آن، که شامل سه مجسمه پرستشی و آثار دیگر از هنرمندان مشهور یونانی دوره باستان و قرن چهارم پیش از میلاد بود، اشاره کردند. این شاعران شامل تیبولوس، ویرژیل و هوراس بودند که شعر «کارمن ساکولار» را در تاریخ ۳ ژوئن ۱۷ پیش از میلاد در معبد اجرا کردند.
آتش‌سوزی بزرگ روم در سال ۶۴ میلادی به معبد آسیب رساند، اما تحت امپراتوری دومیتیان (سال‌های ۸۱–۹۶ میلادی) بازسازی شد. این معبد در سال ۳۶۳ میلادی در آتش دیگری نابود شد که شایعه شده بود که عمل آتش‌افروزی توسط مسیحیان بوده است. این معبد از دهه ۱۸۶۰ به تدریج حفاری و به صورت جزئی بازسازی شده است، اگرچه تنها بقایای جزئی آن باقی مانده و مستندات آن ناقص است. ارزیابی‌های مدرن از معبد، آن را به عنوان یک شکاف لوکس و هلنی‌زایی در سنت رومی و همچنین به عنوان یک تلاش محافظه‌کارانه برای تأکید بر ارزش‌های معماری و سیاسی جمهوری روم تلقی کرده‌اند. باستان‌شناس جان وارد-پرکینز آن را «یکی از زودترین و زیباترین معابد آگوستایی» توصیف کرده است.

## تاریخچه

### پیش زمینه
پرستش آپولون در روم از قرن پنجم پیش از میلاد آغاز شد. بر اساس سنت رومی، اولین معبد به آپولون در سال ۴۳۳ پیش از میلاد به خدای آپولون وعده داده شد تا در ازای دخالت او در یک طاعون ساخته شود. این معبد در اصل به عنوان معبد آپولون مدیکوس شناخته می‌شد و بعداً به معبد آپولون سوسیانوس تغییر نام داد. آگوستوس پس از تأمین کنترل بر دولت روم از طریق پیروزی در جنگ داخلی علیه مارک آنتونی، تزیین و بازسازی فضای ساخته شده روم را به عنوان اولویت سیاسی و ایدئولوژیکی قرار داد. ساخت و بازسازی معابد بخشی عمده از این برنامه بود و آگوستوس مدعی شد که تنها در سال ۲۸ پیش از میلاد هشتاد و دو معبد را بازسازی کرده است. باستان‌شناس سوزان واکر روم تحت حکومت آگوستوس را به عنوان «موزه‌ای اخلاقی» توصیف کرده است.
معبد آپولون پالاتینوس بین اولین مجموعه‌ای از یادبودهای ساخته شده توسط آگوستوس در اطراف روم بود و اولین پروژه معماری عمده‌ای بود که او به طور مستقل در شهر انجام داد. آگوستوس دو درخت لورل، نشانه‌ای از پیروزی و آپولون، در کنار در جلویی خانه‌اش قرار داده بود که ارتباط بین آپولون، آگوستوس و پیروزی او بر مارک آنتونی در نبرد آکتیوم را برجسته می‌کرد. معبد در تاریخ ۹ اکتبر ۲۸ پیش از میلاد به نام آپولون وقف شد. این معبد به طور رسمی به آپولون اختصاص داده شده بود، اما همچنین به خواهرش دیانا نیز اختصاص داده شده بود. معابد رومی معمولاً به خدایان تحت عناوین خاصی وقف می‌شدند که می‌توانستند به سازنده یا مکان معبد و همچنین به جنبه خاصی از خدای مربوط شوند.
معبد آپولون پالاتینوس شامل سه مجسمه پرستشی بود: یکی از آپولون، یکی از خواهرش دیانا و دیگری از مادرشان لاتونا. این مجسمه‌ها اثر هنرمندان یونانی قرن چهارم پیش از میلاد بودند و مجسمه آپولون به دست اسکپاس ساخته شده بود. درهای معبد صحنه‌هایی از قتل فرزندان نیوبه توسط آپولون و دیانا را به صورت عاج نشان می‌داد.
معبد آپولون پالاتینوس به عنوان یک نماد از بازسازی «عصر طلایی» روم و فداکاری آگوستوس به شمار می‌رفت و در طول زمان به عنوان مکانی برای تقدیم نذور و به ویژه مجسمه‌ها مورد استفاده قرار میگرفت.

### ساخت و ساز
تقدیم معابد توسط ژنرال‌ها پس از پیروزی‌های نظامی بخشی از فرهنگ سیاسی روم در جمهوری میانه (حدود ۲۰۰ تا ۱۰۰ پیش از میلاد) بود، اما تا سال ۱۰۰ پیش از میلاد به شدت از مد افتاده بود. عهد آکتویان برای تقدیم معبد پس از پیروزی ناوگان‌دارش مارکوس آگریپا بر ساکتوس پومپیوس در نبرد نولوشوس در ۳ سپتامبر ۳۶ پیش از میلاد انجام شد. آکتویان احتمالاً در ماه نوامبر ساخت معبد را در سخنرانی به سنای روم و مردم اعلام کرد. در سال ۳۶ پیش از میلاد، او خرید زمین در منطقه معبد آینده را آغاز کرد. تپه پالاتین به عنوان محلی مقدس و یکی از محله‌های مسکونی مد روز روم شناخته می‌شد و مزیت دیگری که داشت این بود که بیشتر آن در مالکیت شهروندان خصوصی بود که آکتویان توانست به عنوان یک شخص خصوصی از آنها زمین خریداری کند. موقعیت دقیق معبد زمانی تعیین شد که رعد و برقی به بخشی از ملک آکتویان برخورد کرد. بر اساس مشاوره حاروسپیس‌ها، کشیشان متخصصی که نشانه‌های الهی را تفسیر می‌کردند، این به عنوان نشانه‌ای از خواسته یک خدا برای ساخت معبد و دعوت به ساخت معبدی برای آپولون درون شهر تلقی شد. آکتویان آن بخش از ملک خود را به عنوان زمین عمومی اعلام کرد و ساخت معبد را آغاز کرد.
این معبد در تاریخ ۹ اکتبر ۲۸ پیش از میلاد وقف شد، روزی که به طور سنتی با پرستش خدایان پیروزی مرتبط است. وقف معبد پس از شکست آکتویان از نیروهای آنتونی و ملکه کلئوپاترا در نبرد آکتیوم در ۳۱ پیش از میلاد انجام شد، که در تبلیغات آکتویان به دخالت آپولون مرتبط بود؛ در ازای پیروزی‌اش، آکتویان معبد جدیدی برای آپولون در محل اردوگاهش در آکتیوم ساخت و معبد موجود آپولون را در ورودی خلیج آمبراکیان، جایی که نبرد در آنجا رخ داده بود، بازسازی کرد. این معبد دومین معبد از چهار معبدی بود که آگوستوس در روم ساخته بود، پس از معبد سزار (که در ۲۹ پیش از میلاد وقف شد) و پیش از معبد ژوپیتر تونانوس در تپه کاپیتولین (که در ۲۲ وقف شد) و معبد مارس اولتور که در ۲ پیش از میلاد در فوروم تازه‌ساخته آگوستوس وقف شد.
این معبد به طور رسمی به آپولون وقف شد، اما همچنین به خواهرش دیانا نیز اختصاص داده شده بود، که به شدت با پیروزی آگوستوس در نولوشوس مرتبط بود. معابد رومی اغلب به خدایان تحت عناوین خاصی وقف می‌شدند که می‌توانستند به سازنده یا مکان معبد و همچنین به جنبه خاصی از خدای مربوط باشند. اگرچه نام رسمی معبد معبد آپولون اکتیان بود (با استفاده از لقب «اکتیوس»)، اما به طور غیررسمی با القاب دیگر همان خدا نیز شناخته می‌شد: «اکتیاکوس»، «ناوالی» و «پالاتی» – که همگی به ارتباط آپولون با نبرد آکتیوم اشاره داشتند – و «رامنوسیوس»، لقبی با معنای مبهم که ممکن است به معبد نِمسِسیون در رمنوس در آتیک اشاره داشته باشد و بعضی اوقات باور می‌رفت که منبع مجسمه پرستشی معبد بوده است.
کوسوتیوس، یک سازنده آجر که به دست گایوس آسینیوس پُلیو – یک سیاستمدار و حامی ادبی دوره اولیه آگوستوس – استخدام شده بود، احتمالاً در ساخت معبد دخالت داشته است: آجرهایی با نشان او از معبد و ساختمان‌های مجاور به دست آمده است. در مجاورت معبد، «پرتیکو دانیادها» شامل دو کتابخانه از ادبیات یونانی و لاتین بود که به طور مشترک به عنوان «کتابخانه آپولون پالاتین» شناخته می‌شد و به عنوان بزرگ‌ترین و مهم‌ترین کتابخانه‌ها در روم محسوب می‌شد. این کتابخانه‌ها علاوه بر آثار ادبی، شامل آثار هنری از برخی نویسندگان خود نیز بودند و به عنوان مخزن متون قانونی شناخته می‌شدند. آگوستوس از پرتیکو برای برگزاری جلسات سنا استفاده می‌کرد، به ویژه در دوره نقاهتش از بیماری در ۲۳ پیش از میلاد، و برای پذیرایی از مهمانان رسمی و سفیران خارجی. منابع موجود در مورد تاریخ افتتاح کتابخانه‌ها متناقض است؛ آنها ممکن است همزمان با معبد افتتاح شده باشند یا در زمان دیگری پیش از ۲۳ پیش از میلاد.

### تاریخچه اخیر
پس از مرگ آگوستوس در ۱۴ میلادی، جانشینان او به عنوان امپراتور گاهی از حریم معبد برای جلسات سنا استفاده می‌کردند. جانشین مستقیم او، تیبریوس، در ۱۶ میلادی یکی از این جلسات را در آنجا برگزار کرد و حداقل یک جلسه دیگر تحت کلادیوس (سال‌های ۴۱–۵۴ میلادی) نیز ثبت شده است که به نظر کلاسیک‌دان دیوید ال. تامپسون به عنوان «اظهاری نمادین از قدرت امپریالی» تلقی شده است. بر اساس گزارش تاریخ‌نگار رومی تاسیتوس، همسر کلادیوس، آگریپینا جوان، در اتاق مورد استفاده برای جلسات سنا یک در مخفی نصب کرده بود که به مخفیگاهی منتهی می‌شد که او می‌توانست از آنجا به جلسات گوش دهد. تامپسون این روایت را کمتر به عنوان یک واقعیت و بیشتر به عنوان نمادی از تأثیر آگریپینا بر سنا می‌داند. به گفته باستان‌شناس پیر گرُس، معبد به عنوان الگو برای مجموعه‌های بعدی که به پرستش امپراتوری در غرب روم اختصاص یافته بودند، عمل کرده است.
معبد در آتش‌سوزی بزرگ روم در ۶۴ میلادی آسیب دید، اما تحت امپراتوری دومیتیان (سال‌های ۸۱–۹۶ میلادی) بازسازی شد؛ پرتیکو دانیادها که احتمالاً در ۶۴ نیز تخریب شده بود، ممکن است هرگز بازسازی نشده باشد. این معبد در آتش دیگری در شب ۱۸–۱۹ مارس ۳۶۳ میلادی به طور نهایی نابود شد. این آتش ممکن است حریم را نیز به همراه خود نابود کرده باشد: کتاب‌های سیبیلین که درون معبد نگهداری می‌شدند، به طور ناگهانی از شعله‌ها نجات یافتند. علت آتش هرگز به طور قطعی مشخص نشد. امپراتور جولیان که در حال تلاش ناموفق برای احیای چندخدای‌پرستی روم به عنوان دین غالب امپراتوری بود، این آتش را عملی از سوی مسیحیان تلقی کرد: این دیدگاه در پژوهش‌های مدرن به عنوان قابل قبول شناخته شده است، به ویژه از آنجایی که کتاب‌های سیبیلین به عنوان نماد سیاست‌های ضد مسیحی جولیان در نظر گرفته می‌شدند، اما هیچ مدرک معتبری در این مورد وجود ندارد. نویسندگان مسیحی نابودی را به عنوان مداخله الهی تعبیر کردند: تاریخ‌نگار کلیسایی قرن پنجم، تئودورت، به اشتباه ادعا کرد که معبد توسط رعد و برق ضربه خورده است، در حالی که الهیدان جان کریسوستوم نوشت که خدا معبد را برای مجازات اعمال جولیان نابود کرده است. ممکن است معبد پس از آتش به طور سیستماتیک تخریب شده باشد؛ قطعاتی از مرمر آن احتمالاً در ساخت یک ساختمان جدید با کارکرد نامشخص در بالای سکوهای ویران شده در دوره‌ای از دوران باستان بعدی مورد استفاده قرار گرفته‌اند.
در قرن دوازدهم، فیلسوف جان از سالزبوری گزارشی را منتشر کرد که در آن پاپ گریگوری یکم (سال‌های ۵۹۰–۶۰۴) کتابخانه آپولون پالاتین را برای ایجاد فضای بیشتر برای متون مسیحی تخریب کرده بود، اما شهادت او به عنوان غیرقابل اعتماد در نظر گرفته می‌شود. تنها بقایای باقی‌مانده از دو کتابخانه معبد به بازسازی‌هایی مربوط می‌شود که در دوره دومیتیان انجام شده و ساختارها را بر روی زمین‌های بلندتر بازسازی کرده‌اند.